# لولی، فریبورگ

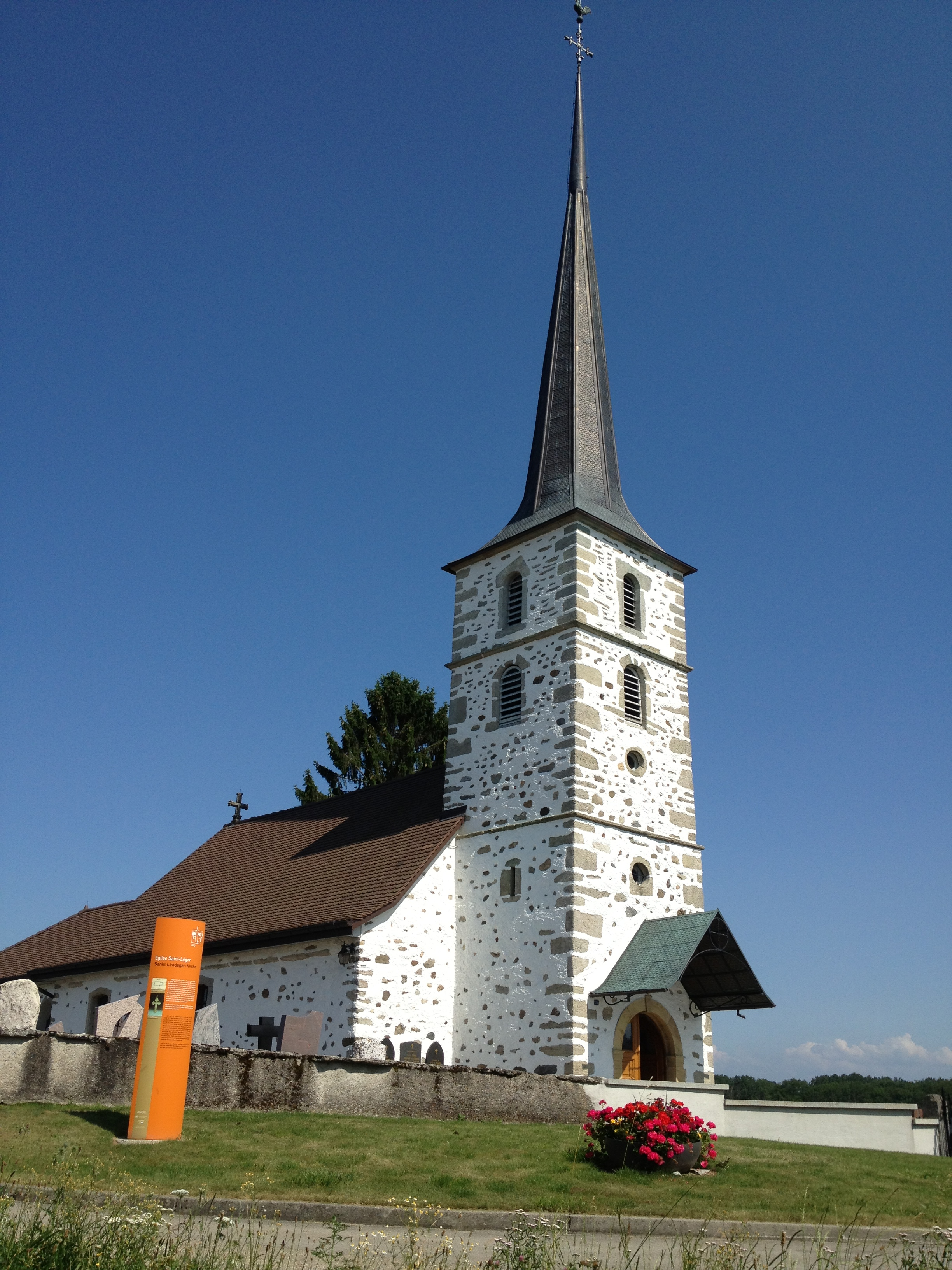
نمایی از ساختمان کلیسای کاتولیک شهر لولی در کانتون فریبورگ، سوئیس - ۲۰۱۳

لولی (به فرانسوی: Lully) یک شهر شهرداری است که در بخش بروآی کانتون فریبورگ در کشور سوئیس واقع شده‌است. در ۱ ژانویه ۲۰۰۶ به فرمان مقامات دولت محلی کانتون فریبورگ، دو شهرداری کوچک‌تر بولیون و سیری در لولی ادغام شد. این شهر اولین بار با نام ویلا لولیاکو در نقشه‌های تهیه شده در سال ۱۰۱۱ ذکر شده‌است.
جمعیت این شهر در پایان سال ۲۰۱۸ بالغ بر ۱٬۱۴۱ نفر بوده‌است.